# 大野栄人
大野 榮人（おおの ひでと、1944年12月28日 - ）は、広島県出身の僧侶、愛知学院大学元学長。玉琳山天寧寺の住職。

## 来歴
1944年広島県生まれ。1967年駒澤大学仏教学部仏教学科卒業、1973年大谷大学大学院文学研究科博士後期課程仏教学専攻満期退学。
1975年4月から愛知学院大学講師（仏教学）。1981年日本印度学仏教学会賞受賞。
1992年2月愛知学院大学教授就任、同年11月駒沢大学にて論文博士（仏教学）取得。
愛知学院大学禅研究所所長を経て、2010年3月同大学長就任、2014年10月学長退任。

## 著書
- 『天台止観成立史の研究』（法藏館 1996年）
- 『仏陀の足跡と思想』・『仏教の原点を尋ねて』（文栄堂書店 1983年）
- 『天台六妙法門の研究』（山喜房佛書林 2004年）
- 『天台小止観の訳註研究』（山喜房佛書林 2004年、伊藤光寿・武藤明範と共著）